# Deuxième circonscription de la Seine-Maritime
La deuxième circonscription de la Seine-Maritime est l'une des dix circonscriptions législatives françaises que compte le département de la Seine-Maritime situé en Normandie.

## Description géographique et démographique

### De 1958 à 1986
Le département avait six circonscriptions.
La deuxième circonscription de la Seine-Maritime était composée de :
- canton de Boos
- canton d'Elbeuf
- canton de Grand-Couronne

Source : Journal Officiel du 14-15 Octobre 1958.

### De 1988 à 2010
La deuxième circonscription de la Seine-Maritime est délimitée par le découpage électoral de la loi no 86-1197 du 24 novembre 1986
, elle regroupe les divisions administratives suivantes :
- canton de Bois-Guillaume
- canton de Boos
- canton de Darnétal
- canton de Mont-Saint-Aignan.

D'après le recensement général de la population en 1999, réalisé par l'Institut national de la statistique et des études économiques (INSEE), la population de cette circonscription est estimée à 116 566 habitants,.

### Depuis 2010
À la suite du redécoupage des circonscriptions législatives françaises de 2010 qui entre en application avec les élections législatives françaises de 2012, la deuxième circonscription regroupe désormais les cantons suivants : 
- Canton d'Argueil
- Canton de Bois-Guillaume
- Canton de Boos
- Canton de Buchy
- Canton de Darnétal
- Canton de Gournay-en-Bray.

## Historique des députations
| Législature | Début de mandat | Fin de mandat  | Député            | Parti politique | Observations                                                                           |
| ----------- | --------------- | -------------- | ----------------- | --------------- | -------------------------------------------------------------------------------------- |
| IXe         | 23 juin 1988    | 1er avril 1993 | Dominique Gambier | PS              |                                                                                        |
| Xe          | 2 avril 1993    | 21 avril 1997  | Pierre Albertini, | UDF,            | Mandat écourté à la suite d'une dissolution parlementaire décidée par Jacques Chirac.  |
| XIe         | 12 juin 1997    | 18 juin 2002   | Pierre Albertini  | UDF             |                                                                                        |
| XIIe        | 19 juin 2002    | 19 juin 2007   | Pierre Albertini, | UDF,            |                                                                                        |
| XIIIe       | 20 juin 2007    | 19 juin 2012   | Françoise Guégot  | UMP             |                                                                                        |
| XIVe        | 20 juin 2012    | 20 juin 2017   | Françoise Guégot  | UMP             |                                                                                        |
| XVe         | 21 juin 2017    | 21 juin 2022   | Annie Vidal       | REM             |                                                                                        |
| XVIe        | 22 juin 2022    | 9 juin 2024    | Annie Vidal       | RE              | Mandat écourté à la suite d'une dissolution parlementaire décidée par Emmanuel Macron. |

## Historique des élections

### Élections de 1958
| Candidat                    | Candidat             | Parti          | Premier tour | Premier tour | Second tour | Second tour |  |
| Candidat                    | Candidat             | Parti          | Voix         | %            | Voix        | %           |  |
| --------------------------- | -------------------- | -------------- | ------------ | ------------ | ----------- | ----------- |  |
|                             | Fernand Legagneux    | PCF            | 12 770       | 28,61        | 14 448      | 33,53       |  |
|                             | Tony Larue élu       | SFIO           | 10 861       | 24,33        | 26 850      | 62,32       |  |
|                             | Marcel-Pierre Prével | CR             | 9 149        | 20,49        | Retrait     | Retrait     |  |
|                             | Maxime Magniaux      | MRP            | 6 622        | 14,83        | Retrait     | Retrait     |  |
|                             | Gérard Lacombe       | UNR            | 2 323        | 5,2          | 1 786       | 4,15        |  |
|                             | Jean Schneider       | UFD            | 1 942        | 4,35         |             |             |  |
|                             | Madeleine Deshaies   | UFF            | 974          | 2,18         |             |             |  |
|                             |                      |                |              |              |             |             |  |
| Inscrits                    | Inscrits             | Inscrits       | 59 981       | 100,00       | 59 964      | 100,00      |  |
| Abstentions                 | Abstentions          | Abstentions    | 14 014       | 23,36        | 15 461      | 25,78       |  |
| Votants                     | Votants              | Votants        | 45 967       | 76,64        | 44 503      | 74,22       |  |
| Blancs et nuls              | Blancs et nuls       | Blancs et nuls | 1 326        | 2,88         | 1 419       | 3,19        |  |
| Exprimés                    | Exprimés             | Exprimés       | 44 641       | 97,12        | 43 084      | 96,81       |  |
| Source : Gallica et CEVIPOF |                      |                |              |              |             |             |  |

Lucien Hainneville, ouvrier, maire de Cléon était le suppléant de Tony Larue.

### Élections de 1962
| Candidat                    | Candidat                 | Parti          | Premier tour | Premier tour | Second tour | Second tour |  |
| Candidat                    | Candidat                 | Parti          | Voix         | %            | Voix        | %           |  |
| --------------------------- | ------------------------ | -------------- | ------------ | ------------ | ----------- | ----------- |  |
|                             | Tony Larue sortant réélu | SFIO           | 13 451       | 31,36        | 26 512      | 62,08       |  |
|                             | Fernand Legagneux        | PCF            | 13 213       | 30,8         | Retrait     | Retrait     |  |
|                             | Jean Dessart             | UNR-UDT        | 11 845       | 27,61        | 16 195      | 37,92       |  |
|                             | Maxime Magniaux          | MRP            | 4 386        | 10,22        | Retrait     | Retrait     |  |
|                             |                          |                |              |              |             |             |  |
| Inscrits                    | Inscrits                 | Inscrits       | 61 657       | 100,00       | 61 645      | 100,00      |  |
| Abstentions                 | Abstentions              | Abstentions    | 17 696       | 28,7         | 17 254      | 27,99       |  |
| Votants                     | Votants                  | Votants        | 43 961       | 71,3         | 44 391      | 72,01       |  |
| Blancs et nuls              | Blancs et nuls           | Blancs et nuls | 1 066        | 2,42         | 1 684       | 3,79        |  |
| Exprimés                    | Exprimés                 | Exprimés       | 42 895       | 97,58        | 42 707      | 96,21       |  |
| Source : Gallica et CEVIPOF |                          |                |              |              |             |             |  |

René Masselin, ouvrier retraité à Elbeuf était le suppléant de Tony Larue.

### Élections de 1967
| Candidat                    | Candidat                 | Parti          | Premier tour | Premier tour | Second tour | Second tour |  |
| Candidat                    | Candidat                 | Parti          | Voix         | %            | Voix        | %           |  |
| --------------------------- | ------------------------ | -------------- | ------------ | ------------ | ----------- | ----------- |  |
|                             | Tony Larue sortant réélu | FGDS (SFIO)    | 20 743       | 37,31        | 37 060      | 68,91       |  |
|                             | Henri Levillain          | PCF            | 16 688       | 30,02        | Retrait     | Retrait     |  |
|                             | Roger Parment            | UD-Ve          | 14 728       | 26,49        | 16 722      | 31,09       |  |
|                             | Robert Tassery           | CD (PDM)       | 3 435        | 6,18         |             |             |  |
|                             |                          |                |              |              |             |             |  |
| Inscrits                    | Inscrits                 | Inscrits       | 68 681       | 100,00       | 68 670      | 100,00      |  |
| Abstentions                 | Abstentions              | Abstentions    | 11 962       | 17,42        | 13 497      | 19,65       |  |
| Votants                     | Votants                  | Votants        | 56 719       | 82,58        | 55 173      | 80,35       |  |
| Blancs et nuls              | Blancs et nuls           | Blancs et nuls | 1 125        | 1,98         | 1 391       | 2,52        |  |
| Exprimés                    | Exprimés                 | Exprimés       | 55 594       | 98,02        | 53 782      | 97,48       |  |
| Source : Gallica et CEVIPOF |                          |                |              |              |             |             |  |

Albert Gougeon était le suppléant de Tony Larue.

### Élections de 1968
| Candidat                    | Candidat                 | Parti          | Premier tour | Premier tour | Second tour | Second tour |  |
| Candidat                    | Candidat                 | Parti          | Voix         | %            | Voix        | %           |  |
| --------------------------- | ------------------------ | -------------- | ------------ | ------------ | ----------- | ----------- |  |
|                             | Tony Larue sortant réélu | FGDS (SFIO)    | 19 368       | 35,07        | 32 671      | 62          |  |
|                             | Roger Parment            | UDR (URP)      | 19 182       | 34,73        | 20 025      | 38          |  |
|                             | Henri Levillain          | PCF            | 14 646       | 26,52        | Retrait     | Retrait     |  |
|                             | Michel Canaple           | PSU            | 2 034        | 3,68         |             |             |  |
|                             |                          |                |              |              |             |             |  |
| Inscrits                    | Inscrits                 | Inscrits       | 68 778       | 100,00       | 68 748      | 100,00      |  |
| Abstentions                 | Abstentions              | Abstentions    | 12 641       | 18,38        | 15 238      | 22,17       |  |
| Votants                     | Votants                  | Votants        | 56 137       | 81,62        | 53 510      | 77,83       |  |
| Blancs et nuls              | Blancs et nuls           | Blancs et nuls | 907          | 1,62         | 814         | 1,52        |  |
| Exprimés                    | Exprimés                 | Exprimés       | 55 230       | 98,38        | 52 696      | 98,48       |  |
| Source : Gallica et CEVIPOF |                          |                |              |              |             |             |  |

Albert Gougeon était suppléant de Tony Larue.

### Élections de 1973
| Candidat                    | Candidat                 | Parti          | Premier tour | Premier tour | Second tour | Second tour |  |
| Candidat                    | Candidat                 | Parti          | Voix         | %            | Voix        | %           |  |
| --------------------------- | ------------------------ | -------------- | ------------ | ------------ | ----------- | ----------- |  |
|                             | Tony Larue sortant réélu | PS (UGSD)      | 22 419       | 35,77        | 40 359      | 66,45       |  |
|                             | Henri Levillain          | PCF            | 16 966       | 27,07        | Retrait     | Retrait     |  |
|                             | Claude Chevrier          | UDR (URP)      | 13 769       | 21,97        | 20 381      | 33,55       |  |
|                             | Roger Alliaud            | MR             | 6 334        | 10,11        |             |             |  |
|                             | Michel Canaple           | PSU            | 1 810        | 2,89         |             |             |  |
|                             | Raymond Gabet            | LO             | 1 380        | 2,2          |             |             |  |
|                             |                          |                |              |              |             |             |  |
| Inscrits                    | Inscrits                 | Inscrits       | 76 377       | 100,00       | 76 366      | 100,00      |  |
| Abstentions                 | Abstentions              | Abstentions    | 12 327       | 16,14        | 13 566      | 17,76       |  |
| Votants                     | Votants                  | Votants        | 64 050       | 83,86        | 62 800      | 82,24       |  |
| Blancs et nuls              | Blancs et nuls           | Blancs et nuls | 1 372        | 2,14         | 2 060       | 3,28        |  |
| Exprimés                    | Exprimés                 | Exprimés       | 62 678       | 97,86        | 60 740      | 96,72       |  |
| Source : Gallica et CEVIPOF |                          |                |              |              |             |             |  |

Le suppléant de Tony Larue était Napoléon Susini, Inspecteur général des Finances, premier adjoint au maire du Grand-Quevilly.
Tony Larue est élu Sénateur le 25 septembre 1977 et le siège devient vacant.

### Élections de 1978
| Candidat                    | Candidat                   | Parti          | Premier tour | Premier tour | Second tour | Second tour |  |
| Candidat                    | Candidat                   | Parti          | Voix         | %            | Voix        | %           |  |
| --------------------------- | -------------------------- | -------------- | ------------ | ------------ | ----------- | ----------- |  |
|                             | Laurent Fabius élu         | PS             | 24 668       | 32,64        | 47 330      | 62,35       |  |
|                             | Jean-Claude Pézier         | PCF            | 20 429       | 27,03        | Retrait     | Retrait     |  |
|                             | Lawrence Canu              | UDF (PR)       | 14 744       | 19,51        | 28 582      | 37,65       |  |
|                             | Odile Proust               | RPR            | 10 553       | 13,96        |             |             |  |
|                             | Michel Valois              | MRG            | 1 560        | 2,06         |             |             |  |
|                             | Jean-Paul Nicol            | PSU (FA)       | 1 176        | 1,56         |             |             |  |
|                             | Abd-el-Krim Ben Lahoussine | LO             | 902          | 1,19         |             |             |  |
|                             | Bernard Mazier             | FN             | 672          | 0,89         |             |             |  |
|                             | René Cottrez               | LCR            | 554          | 0,41         |             |             |  |
|                             | Patrick Clouard            | UOPDP          | 311          | 0,41         |             |             |  |
|                             |                            |                |              |              |             |             |  |
| Inscrits                    | Inscrits                   | Inscrits       | 91 441       | 100,00       | 91 440      | 100,00      |  |
| Abstentions                 | Abstentions                | Abstentions    | 13 865       | 15,16        | 13 959      | 15,27       |  |
| Votants                     | Votants                    | Votants        | 77 576       | 84,84        | 77 481      | 84,73       |  |
| Blancs et nuls              | Blancs et nuls             | Blancs et nuls | 2 007        | 2,59         | 1 569       | 2,03        |  |
| Exprimés                    | Exprimés                   | Exprimés       | 75 569       | 97,41        | 75 912      | 97,97       |  |
| Source : Gallica et CEVIPOF |                            |                |              |              |             |             |  |

Le suppléant de Laurent Fabius était René Youinou, agent technique à la Régie Renault, maire et conseiller général d'Elbeuf.

### Élections de 1981
|                | Laurent Fabius sortant réélu | PS             | 36 944 | 54,77  |  |  |  |
|                | Henri Levillain              | PCF            | 11 073 | 16,42  |  |  |  |
|                | Lawrence Canu                | UDF (PR)       | 9 404  | 13,94  |  |  |  |
|                | Roger Seri                   | RPR (UNM)      | 9 143  | 13,55  |  |  |  |
|                | Abd-el-Krim Ben Lahoussine   | LO             | 885    | 1,31   |  |  |  |
|                |                              |                |        |        |  |  |  |
| Inscrits       | Inscrits                     | Inscrits       | 97 057 | 100,00 |  |  |  |
| Abstentions    | Abstentions                  | Abstentions    | 28 606 | 29,47  |  |  |  |
| Votants        | Votants                      | Votants        | 68 451 | 70,53  |  |  |  |
| Blancs et nuls | Blancs et nuls               | Blancs et nuls | 1 002  | 1,46   |  |  |  |
| Exprimés       | Exprimés                     | Exprimés       | 67 449 | 98,54  |  |  |  |

Le suppléant de Laurent Fabius était Marc Massion, contrôleur des douanes, conseiller régional. Il le remplaça du 25 juillet 1981 au 16 mars 1986, quand Laurent Fabius fut nommé membre du gouvernement.

### Élections de 1988
| Candidat       | Candidat              | Parti          | Premier tour | Premier tour | Second tour | Second tour |  |
| Candidat       | Candidat              | Parti          | Voix         | %            | Voix        | %           |  |
| -------------- | --------------------- | -------------- | ------------ | ------------ | ----------- | ----------- |  |
|                | Pierre Albertini      | UDF (URC)      | 18 166       | 39,98        | 24 907      | 49,85       |  |
|                | Dominique Gambier élu | PS             | 17 928       | 39,46        | 25 061      | 50,15       |  |
|                | Josette Bossard       | FN             | 4 811        | 10,59        |             |             |  |
|                | Jean-Claude Pezier    | PCF            | 4 486        | 9,87         |             |             |  |
|                | Gérard Simon          | diss. RPR      | 44           | 0,1          |             |             |  |
|                |                       |                |              |              |             |             |  |
| Inscrits       | Inscrits              | Inscrits       | 73 403       | 100,00       | 73 395      | 100,00      |  |
| Abstentions    | Abstentions           | Abstentions    | 26 578       | 36,21        | 21 871      | 29,8        |  |
| Votants        | Votants               | Votants        | 46 825       | 63,79        | 51 524      | 70,2        |  |
| Blancs et nuls | Blancs et nuls        | Blancs et nuls | 1 390        | 2,97         | 1 556       | 3,02        |  |
| Exprimés       | Exprimés              | Exprimés       | 45 435       | 97,03        | 49 968      | 96,98       |  |

Le suppléant de Dominique Gambier était Bernard Jeanne, maire de Roncherolles-sur-le-Vivier.

### Élections de 1993
| Candidat       | Candidat                  | Parti          | Premier tour | Premier tour | Second tour | Second tour |  |
| Candidat       | Candidat                  | Parti          | Voix         | %            | Voix        | %           |  |
| -------------- | ------------------------- | -------------- | ------------ | ------------ | ----------- | ----------- |  |
|                | Pierre Albertini élu      | UDF (PPDF)     | 20 176       | 39,09        | 29 209      | 58,23       |  |
|                | Dominique Gambier sortant | PS (ADFP)      | 10 827       | 20,97        | 20 952      | 41,77       |  |
|                | Josette Bossard           | FN             | 6 145        | 11,9         |             |             |  |
|                | Christine Rambaud         | GÉ (EÉ)        | 5 573        | 10,8         |             |             |  |
|                | Gérard Simon              | Divers droite  | 3 864        | 7,49         |             |             |  |
|                | Claude Lainé              | PCF            | 3 740        | 7,25         |             |             |  |
|                | Benoit Pétel              | Divers         | 942          | 1,82         |             |             |  |
|                | Josiane Guillot           | LT-LNÉ         | 352          | 0,68         |             |             |  |
|                |                           |                |              |              |             |             |  |
| Inscrits       | Inscrits                  | Inscrits       | 77 888       | 100,00       | 77 888      | 100,00      |  |
| Abstentions    | Abstentions               | Abstentions    | 23 791       | 30,55        | 23 992      | 30,8        |  |
| Votants        | Votants                   | Votants        | 54 097       | 69,45        | 53 896      | 69,2        |  |
| Blancs et nuls | Blancs et nuls            | Blancs et nuls | 2 478        | 4,58         | 3 735       | 6,93        |  |
| Exprimés       | Exprimés                  | Exprimés       | 51 619       | 95,42        | 50 161      | 93,07       |  |

Le suppléant de Pierre Albertini était Raymond Colin, médecin, professeur au CHU.

### Élections de 1997
| Candidat       | Candidat                       | Parti             | Premier tour | Premier tour | Second tour | Second tour |  |
| Candidat       | Candidat                       | Parti             | Voix         | %            | Voix        | %           |  |
| -------------- | ------------------------------ | ----------------- | ------------ | ------------ | ----------- | ----------- |  |
|                | Pierre Albertini sortant réélu | UDF (PPDF)        | 18 015       | 35,03        | 27 970      | 51,99       |  |
|                | Dominique Gambier              | PS                | 14 465       | 28,13        | 25 830      | 48,01       |  |
|                | Josette Bossard                | FN                | 7 166        | 13,93        |             |             |  |
|                | Annette Gallot                 | PCF               | 4 275        | 8,31         |             |             |  |
|                | Christine Rambaud              | Divers écologiste | 2 585        | 5,03         |             |             |  |
|                | Juliette Labroutil             | GÉ                | 1 981        | 3,85         |             |             |  |
|                | Bernard Dujardin               | LDI (MPF)         | 1 883        | 3,66         |             |             |  |
|                | Charles Soubeyran              | Extrême gauche    | 1 053        | 2,05         |             |             |  |
|                | Jean-Claude Ravenel            | MÉI               | 2            | 0            |             |             |  |
|                |                                |                   |              |              |             |             |  |
| Inscrits       | Inscrits                       | Inscrits          | 78 810       | 100,00       | 78 809      | 100,00      |  |
| Abstentions    | Abstentions                    | Abstentions       | 25 008       | 31,73        | 22 033      | 27,96       |  |
| Votants        | Votants                        | Votants           | 53 802       | 68,27        | 56 776      | 72,04       |  |
| Blancs et nuls | Blancs et nuls                 | Blancs et nuls    | 2 377        | 4,42         | 2 976       | 5,24        |  |
| Exprimés       | Exprimés                       | Exprimés          | 51 425       | 95,58        | 53 800      | 94,76       |  |

Le suppléant de Pierre Albertini était Max Martinez, conseiller technique retraité, maire de Bonsecours.

### Élections de 2002
| Candidat       | Candidat                       | Parti             | Premier tour | Premier tour | Second tour | Second tour |  |
| Candidat       | Candidat                       | Parti             | Voix         | %            | Voix        | %           |  |
| -------------- | ------------------------------ | ----------------- | ------------ | ------------ | ----------- | ----------- |  |
|                | Pierre Albertini sortant réélu | UDF (PPDF)        | 25 163       | 46,48        | 29 119      | 58,08       |  |
|                | Dominique Gambier              | PS                | 13 032       | 24,07        | 21 014      | 41,92       |  |
|                | Muriel Poindefer               | FN                | 5 023        | 9,28         |             |             |  |
|                | Philippe Vue                   | Les Verts         | 4 280        | 7,91         |             |             |  |
|                | Annette Gallot                 | PCF               | 1 387        | 2,56         |             |             |  |
|                | François Calaret               | LCR               | 805          | 1,49         |             |             |  |
|                | Bernard Dujardin               | MPF               | 794          | 1,47         |             |             |  |
|                | Jacqueline Fabrigoule          | LT-LNÉ            | 595          | 1,1          |             |             |  |
|                | Sylvain Giat                   | Pôle républicain  | 574          | 1,06         |             |             |  |
|                | Christelle Torre               | LO                | 505          | 0,93         |             |             |  |
|                | Irène Pergent                  | Divers écologiste | 424          | 0,78         |             |             |  |
|                | Josette Bossard                | MNR               | 396          | 0,73         |             |             |  |
|                | Marc Bouloche                  | CPNT              | 365          | 0,67         |             |             |  |
|                | Colette Gluck                  | Extrême gauche    | 265          | 0,49         |             |             |  |
|                | Line Fauconnier                | Divers            | 241          | 0,45         |             |             |  |
|                | Gaétan Bazire                  | Divers écologiste | 196          | 0,36         |             |             |  |
|                | Evode Ermel                    | Divers            | 90           | 0,17         |             |             |  |
|                |                                |                   |              |              |             |             |  |
| Inscrits       | Inscrits                       | Inscrits          | 83 194       | 100,00       | 83 193      | 100,00      |  |
| Abstentions    | Abstentions                    | Abstentions       | 28 073       | 33,74        | 31 226      | 37,53       |  |
| Votants        | Votants                        | Votants           | 55 121       | 66,26        | 51 967      | 62,47       |  |
| Blancs et nuls | Blancs et nuls                 | Blancs et nuls    | 986          | 1,79         | 1 834       | 3,53        |  |
| Exprimés       | Exprimés                       | Exprimés          | 54 135       | 98,21        | 50 133      | 96,47       |  |

Le suppléant de Pierre Albertini était Max Martinez, conseiller régional de Haute-Normandie.

### Élections de 2007
| Candidat       | Candidat                  | Parti          | Premier tour | Premier tour | Second tour | Second tour |  |
| Candidat       | Candidat                  | Parti          | Voix         | %            | Voix        | %           |  |
| -------------- | ------------------------- | -------------- | ------------ | ------------ | ----------- | ----------- |  |
|                | Françoise Guégot élue     | UMP            | 18 480       | 33,66        | 27 311      | 51,24       |  |
|                | François Zimeray          | PS             | 16 607       | 30,25        | 25 994      | 48,76       |  |
|                | Pascal Houbron            | NC             | 9 270        | 16,88        |             |             |  |
|                | Stéphanie Taleb-Tranchard | Les Verts      | 2 444        | 4,45         |             |             |  |
|                | Anne Dauvergne            | FN             | 2 015        | 3,67         |             |             |  |
|                | Claudine Duval            | PCF            | 1 565        | 2,85         |             |             |  |
|                | Christine Gauchet         | LCR            | 1 548        | 2,82         |             |             |  |
|                | Bernard Dujardin          | MPF            | 916          | 1,67         |             |             |  |
|                | Rachel Hébert Lafontaine  | SÉGA           | 665          | 1,21         |             |             |  |
|                | Martine Picart            | Divers         | 526          | 0,96         |             |             |  |
|                | Christelle Torre          | LO             | 493          | 0,9          |             |             |  |
|                | Patricia Argentin         | MNR            | 285          | 0,52         |             |             |  |
|                | Évode Ermel               | DLR            | 90           | 0,16         |             |             |  |
|                |                           |                |              |              |             |             |  |
| Inscrits       | Inscrits                  | Inscrits       | 87 829       | 100,00       | 87 826      | 100,00      |  |
| Abstentions    | Abstentions               | Abstentions    | 31 919       | 36,34        | 33 008      | 37,58       |  |
| Votants        | Votants                   | Votants        | 55 910       | 63,66        | 54 818      | 62,42       |  |
| Blancs et nuls | Blancs et nuls            | Blancs et nuls | 1 006        | 1,8          | 1 513       | 2,76        |  |
| Exprimés       | Exprimés                  | Exprimés       | 54 904       | 98,2         | 53 305      | 97,24       |  |

### Élections de 2012
Les élections législatives françaises de 2012 ont eu lieu les dimanches 10 et 17 juin 2012.
À la suite d'un accord législatif passé entre Europe Écologie Les Verts et le Parti socialiste, le PS soutient sur cette circonscription la candidate EÉLV Véronique Moinet et ne présente pas de candidat face à elle.
À la suite du redécoupage des circonscriptions législatives françaises de 2010, la deuxième circonscription regroupe désormais les cantons de : Argueil, Bois-Guillaume, Boos, Buchy,
Darnétal et Gournay-en-Bray.
| Candidat       | Candidat                         | Parti          | Premier tour | Premier tour | Second tour | Second tour |  |
| Candidat       | Candidat                         | Parti          | Voix         | %            | Voix        | %           |  |
| -------------- | -------------------------------- | -------------- | ------------ | ------------ | ----------- | ----------- |  |
|                | Françoise Guégot sortante réélue | UMP            | 20 144       | 36,83        | 27 635      | 52,23       |  |
|                | Véronique Moinet                 | EÉLV           | 19 563       | 35,77        | 25 275      | 47,77       |  |
|                | Élisabeth Lalanne de Haut        | FN             | 7 819        | 14,30        |             |             |  |
|                | Christian Gauthier               | FG (PCF)       | 3 422        | 6,26         |             |             |  |
|                | Alain Ternisien                  | MoDem          | 2 110        | 3,86         |             |             |  |
|                | Chantal Menard                   | PRG            | 449          | 0,82         |             |             |  |
|                | Anthony L'Huillier               | DLR            | 428          | 0,78         |             |             |  |
|                | Catherine Saillard               | NPA            | 393          | 0,72         |             |             |  |
|                | Christelle Torre                 | LO             | 362          | 0,66         |             |             |  |
|                |                                  |                |              |              |             |             |  |
| Inscrits       | Inscrits                         | Inscrits       | 91 521       | 100,00       | 91 508      | 100,00      |  |
| Abstentions    | Abstentions                      | Abstentions    | 35 903       | 39,23        | 37 034      | 40,47       |  |
| Votants        | Votants                          | Votants        | 55 618       | 60,77        | 54 474      | 59,53       |  |
| Blancs et nuls | Blancs et nuls                   | Blancs et nuls | 928          | 1,67         | 1 564       | 2,87        |  |
| Exprimés       | Exprimés                         | Exprimés       | 54 690       | 98,33        | 52 910      | 97,13       |  |

### Élections de 2017
Les élections législatives françaises de 2017 ont eu lieu les dimanches 11 et 18 juin 2017.
|                                                                                   |                                                                                             |                           |                           |                          |                          |
|                                                                                   |                                                                                             | Premier tour 11 juin 2017 | Premier tour 11 juin 2017 | Second tour 18 juin 2017 | Second tour 18 juin 2017 |
|                                                                                   |                                                                                             |                           |                           |                          |                          |
|                                                                                   |                                                                                             | Nombre                    | % des inscrits            | Nombre                   | % des inscrits           |
| Inscrits                                                                          | Inscrits                                                                                    | 94 786                    | 100,00                    | 94 797                   | 100,00                   |
| Abstentions                                                                       | Abstentions                                                                                 | 43 631                    | 46,03                     | 52 436                   | 55,31                    |
| Votants                                                                           | Votants                                                                                     | 51 155                    | 53,97                     | 42 361                   | 44,69                    |
|                                                                                   |                                                                                             |                           | % des votants             |                          | % des votants            |
| Bulletins blancs                                                                  | Bulletins blancs                                                                            | 820                       | 1,60                      | 3 510                    | 8,29                     |
| Bulletins nuls                                                                    | Bulletins nuls                                                                              | 204                       | 0,40                      | 1 331                    | 3,14                     |
| Suffrages exprimés                                                                | Suffrages exprimés                                                                          | 50 131                    | 98,00                     | 37 520                   | 88,57                    |
|                                                                                   |                                                                                             |                           |                           |                          |                          |
| Candidat Étiquette politique (partis et alliances)                                | Candidat Étiquette politique (partis et alliances)                                          | Voix                      | % des exprimés            | Voix                     | % des exprimés           |
|                                                                                   |                                                                                             |                           |                           |                          |                          |
|                                                                                   | Annie Vidal La République en marche                                                         | 20 058                    | 40,01                     | 22 715                   | 60,54                    |
|                                                                                   | Françoise Guégot (députée sortante) Les Républicains (Union des démocrates et indépendants) | 9 470                     | 18,89                     | 14 805                   | 39,46                    |
|                                                                                   | Gilles Patitucci Front national                                                             | 6 781                     | 13,53                     |                          |                          |
|                                                                                   | Alain Ninauve La France insoumise                                                           | 5 546                     | 11,06                     |                          |                          |
|                                                                                   | Jacques-Antoine Philippe Parti socialiste                                                   | 3 564                     | 7,11                      |                          |                          |
|                                                                                   | Yves Soret Divers gauche (Nouvelle Donne)                                                   | 1 254                     | 2,50                      |                          |                          |
|                                                                                   | Éric Lambert Debout la France                                                               | 896                       | 1,79                      |                          |                          |
|                                                                                   | Florence Demiselle Parti communiste français                                                | 707                       | 1,41                      |                          |                          |
|                                                                                   | Hélène Le Jeune Extrême droite (Souveraineté, identité et libertés)                         | 413                       | 0,82                      |                          |                          |
|                                                                                   | Renaud Théron Écologiste (Union des démocrates et des écologistes - Front démocrate)        | 385                       | 0,77                      |                          |                          |
|                                                                                   | Christelle Torre Lutte ouvrière                                                             | 381                       | 0,76                      |                          |                          |
|                                                                                   | Stéphane Lagnel Divers (Parti du vote blanc)                                                | 367                       | 0,73                      |                          |                          |
|                                                                                   | Matthieu Carpentier Divers (Union populaire républicaine)                                   | 309                       | 0,62                      |                          |                          |
| Source : Ministère de l'Intérieur - Deuxième circonscription de la Seine-Maritime |                                                                                             |                           |                           |                          |                          |

### Élections de 2022
| Résultats des élections législatives des 12 et 19 juin 2022 de la 2e circonscription de Seine-Maritime |                          |                          |                          |              |              |             |             |
| Candidat                                                                                               | Candidat                 | Parti et coalition       | Nuance                   | Premier tour | Premier tour | Second tour | Second tour |
| Candidat                                                                                               | Candidat                 | Parti et coalition       | Nuance                   | Voix         | %            | Voix        | %           |
| | Annie Vidal              | LREM (ENS)               | ENS                      | 16 332       | 32,53        | 26 856      | 59,64       |
| | Sébastien Duval          | LFI (NUPES)              | NUP                      | 11 113       | 22,14        | 18 174      | 40,36       |
| | Bastien Holingue         | RN                       | RN                       | 9 733        | 19,39        |             |             |
| | Jonas Haddad             | LR (UDC)                 | LR                       | 6 591        | 13,13        |             |             |
| | Maxence Briquet          | REC                      | REC                      | 2 016        | 4,02         |             |             |
| | Catherine Depitre        | LEF                      | DVG                      | 1 992        | 3,97         |             |             |
| | Dorian Le Bay            | PA                       | DIV                      | 962          | 1,92         |             |             |
| | Nathalie Letord          | DLF (UPF)                | DSV                      | 735          | 1,46         |             |             |
| | Jean-Claude Garault      | LO                       | DXG                      | 511          | 1,02         |             |             |
| | Jody Horcholle           | AC (ÉMP)                 | DVC                      | 221          | 0,44         |             |             |
| Votes valides                                                                                          | Votes valides            | Votes valides            | Votes valides            | 50 206       | 97,94        | 45 030      | 90,92       |
| Votes blancs                                                                                           | Votes blancs             | Votes blancs             | Votes blancs             | 840          | 1,64         | 3 363       | 6,79        |
| Votes nuls                                                                                             | Votes nuls               | Votes nuls               | Votes nuls               | 216          | 0,42         | 1 133       | 2,29        |
| Total                                                                                                  | Total                    | Total                    | Total                    | 51 262       | 100          | 49 526      | 100         |
| Abstention                                                                                             | Abstention               | Abstention               | Abstention               | 44 038       | 46,21        | 45 788      | 48,04       |
| Inscrits / participation                                                                               | Inscrits / participation | Inscrits / participation | Inscrits / participation | 95 300       | 53,79        | 95 314      | 51,96       |

### Élections de 2024
| Candidat                 | Candidat                 | Parti et coalition       | Nuance                   | Premier tour | Premier tour | Second tour | Second tour |
| Candidat                 | Candidat                 | Parti et coalition       | Nuance                   | Voix         | %            | Voix        | %           |
| ------------------------ | ------------------------ | ------------------------ | ------------------------ | ------------ | ------------ | ----------- | ----------- |
|                          | Vanessa Lancelot         | RN                       | RN                       | 23 135       | 33,77        | 26 594      | 40,08       |
|                          | Annie Vidal réélue       | RE (ENS)                 | ENS                      | 18 996       | 27,73        | 39 754      | 59,92       |
|                          | Vincent Decorde          | PS (NFP)                 | UG                       | 16 753       | 24,46        | Retrait     | Retrait     |
|                          | Jonas Haddad             | LR (UDC)                 | LR                       | 7 429        | 10,85        |             |             |
|                          | Jean-Claude Garault      | LO                       | EXG                      | 877          | 1,28         |             |             |
|                          | Marie-Françoise Accard   | DLF                      | DSV                      | 666          | 0,97         |             |             |
|                          | Frédéric Mazier          | REC                      | REC                      | 643          | 0,94         |             |             |
|                          | Soren Petiot             | SE                       | DVG                      | 0            | 0,00         |             |             |
|                          |                          |                          |                          |              |              |             |             |
| Votes valides            | Votes valides            | Votes valides            | Votes valides            | 68 499       | 97,65        | 66 348      | 95,22       |
| Votes blancs             | Votes blancs             | Votes blancs             | Votes blancs             | 1 266        | 1,80         | 2 679       | 3,84        |
| Votes nuls               | Votes nuls               | Votes nuls               | Votes nuls               | 386          | 0,55         | 655         | 0,94        |
| Total                    | Total                    | Total                    | Total                    | 70 151       | 100          | 69 682      | 100         |
| Abstention               | Abstention               | Abstention               | Abstention               | 25 625       | 26,76        | 26 095      | 27,25       |
| Inscrits / participation | Inscrits / participation | Inscrits / participation | Inscrits / participation | 95 776       | 73,24        | 95 777      | 72,75       |

#### Département de la Seine-Maritime
- La fiche de l'INSEE de cette circonscription : « Tableaux et Analyses de la deuxième circonscription de la Seine-Maritime », sur insee.fr, site de l'Institut national de la statistique et des études économiques (consulté le 10 juin 2007) [PDF]

- « Tous les députés du département de la Seine-Maritime depuis 1789 », sur assemblee-nationale.fr, site de l'Assemblée nationale française (consulté le 10 juin 2007)

- « Informations contentieuses sur le département de la Seine-Maritime (Élections législatives de 2002) »(Archive.org • Wikiwix • Archive.is • Google • Que faire ?), sur conseil-constitutionnel.fr, site du Conseil constitutionnel (consulté le 13 juin 2007)

#### Circonscriptions en France
- « Carte des circonscriptions législatives en France », sur assemblee-nationale.fr, site de l'Assemblée nationale française (consulté le 10 juin 2007)

- « Résultats électoraux officiels en France »(Archive.org • Wikiwix • Archive.is • Google • Que faire ?), sur interieur.gouv.fr, site du ministère de l'Intérieur (France) (consulté le 13 juin 2007)

- Description et Atlas des circonscriptions électorales de France sur http://www.atlaspol.com, Atlaspol, site de cartographie géopolitique, consulté le 13 juin 2007.